# Eugène Étienne

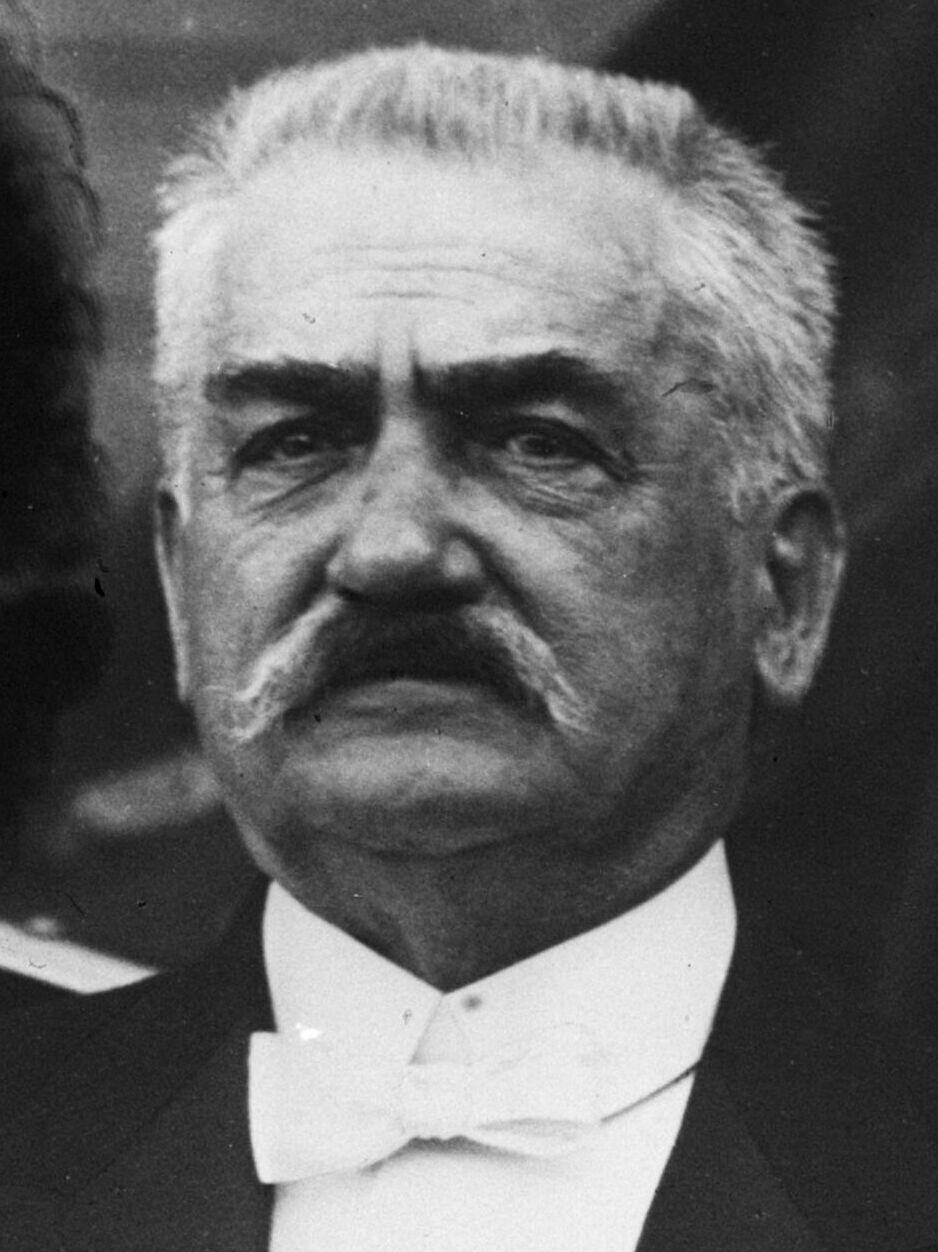
Étienne in 1914

Eugène Étienne (Oran, 15 december 1844 - Parijs, 13 mei 1921) was een Frans politicus.
Étienne werd in de toenmalige Franse kolonie Algerije geboren. Van 1881 tot 1919 vertegenwoordigde hij het departement Oran in de Kamer van Afgevaardigden (Chambre de Députés). Hij was lid van de links-republikeinse fractie. Later - vanaf 1902 - was hij lid van Alliance Républicaine Démocratique (ARD, Democratische Republikeinse Alliantie). Hij hield zich als kamerlid vooral bezig met koloniale vraagstukken. Vanwege zijn pro-koloniale opstelling werd hij tot de parti colonial (koloniale partij) gerekend.
Eugène Étienne was in 1887 en van 1889 tot 1890 staatssecretaris van Koloniën en Marine. Van 1890 tot 1892 was hij staatssecretaris van Handel, Industrie en Koloniën. Van 24 januari 1904 tot 12 november 1905 was hij minister van Binnenlandse Zaken in het kabinet-Rouvier II. Op 12 november 1905 volgde hij Louis Berteaux (PRS) op als minister van Defensie, een post die hij ook bekleedde in het kabinet-Rouvier III (18 februari - 13 maart 1906) en het kabinet-Sarrien (13 maart - 25 oktober 1906). Van 21 januari tot 9 december 1913 was hij nogmaals minister van Defensie, nu in de kabinetten-Briand III, IV en Barthou.
Eugène Étienne overleed op 76-jarige leeftijd.